# DDI2
DDI2 (англ. DNA damage inducible 1 homolog 2) – білок, який кодується однойменним геном, розташованим у людей на 1-й хромосомі. Довжина поліпептидного ланцюга білка становить 399 амінокислот, а молекулярна маса — 44 523.
| 10         |  | 20         |  | 30         |  | 40         |  | 50         |
| ---------- |  | ---------- |  | ---------- |  | ---------- |  | ---------- |
| MLLTVYCVRR |  | DLSEVTFSLQ |  | VDADFELHNF |  | RALCELESGI |  | PAAESQIVYA |
| ERPLTDNHRS |  | LASYGLKDGD |  | VVILRQKENA |  | DPRPPVQFPN |  | LPRIDFSSIA |
| VPGTSSPRQR |  | QPPGTQQSHS |  | SPGEITSSPQ |  | GLDNPALLRD |  | MLLANPHELS |
| LLKERNPPLA |  | EALLSGDLEK |  | FSRVLVEQQQ |  | DRARREQERI |  | RLFSADPFDL |
| EAQAKIEEDI |  | RQQNIEENMT |  | IAMEEAPESF |  | GQVVMLYINC |  | KVNGHPVKAF |
| VDSGAQMTIM |  | SQACAERCNI |  | MRLVDRRWAG |  | IAKGVGTQKI |  | IGRVHLAQVQ |
| IEGDFLPCSF |  | SILEEQPMDM |  | LLGLDMLKRH |  | QCSIDLKKNV |  | LVIGTTGSQT |
| TFLPEGELPE |  | CARLAYGAGR |  | EDVRPEEIAD |  | QELAEALQKS |  | AEDAERQKP  |

A: Аланін

C: Цистеїн

D: Аспарагінова кислота

E: Глутамінова кислота

F: Фенілаланін

G: Гліцин

H: Гістидин

I: Ізолейцин

K: Лізин

L: Лейцин

M: Метіонін

N: Аспарагін

P: Пролін

Q: Глутамін

R: Аргінін

S: Серин

T: Треонін

V: Валін

W: Триптофан

Кодований геном білок за функцією належить до фосфопротеїнів. 
Задіяний у такому біологічному процесі, як альтернативний сплайсинг. 